# 圣伊莱尔德库尔
圣伊莱尔德库尔（法語：Saint-Hilaire-de-Court，法語發音：[sɛ̃.t‿ilɛʁ də kuʁ]），法国中部市镇，位于中央-卢瓦尔河谷大区谢尔省，隶属于维耶尔宗区，其市镇面积为11.75平方公里，2022年1月1日时人口数量为595人，在法国市镇中排名第14,730位（2021年）。
圣伊莱尔德库尔位于谢尔省西部，阿尔农河与谢尔河交汇处左岸，是维耶尔宗的一个近郊卫星城。

## 地名来源
圣伊莱尔德库尔的地名来源尚有待考证。法国大革命期间，当地曾更名为“Port Dessous”；十九世纪初，当地曾使用“Saint-Hilaire-sous-Court”作为官方名称。

## 历史
圣伊莱尔德库尔的早期历史尚不清楚，该地中世纪时长期隶属于维耶尔宗堂区。法国大革命后，圣伊莱尔德库尔成为谢尔省的一个独立市镇。途经圣伊莱尔德库尔的窄轨铁路于1904年建成通车，后于1938年废弃。1944年8月31日，抵抗运动成员在圣伊莱尔德库尔与纳粹德军展开交战并取得决定性胜利。

## 地理

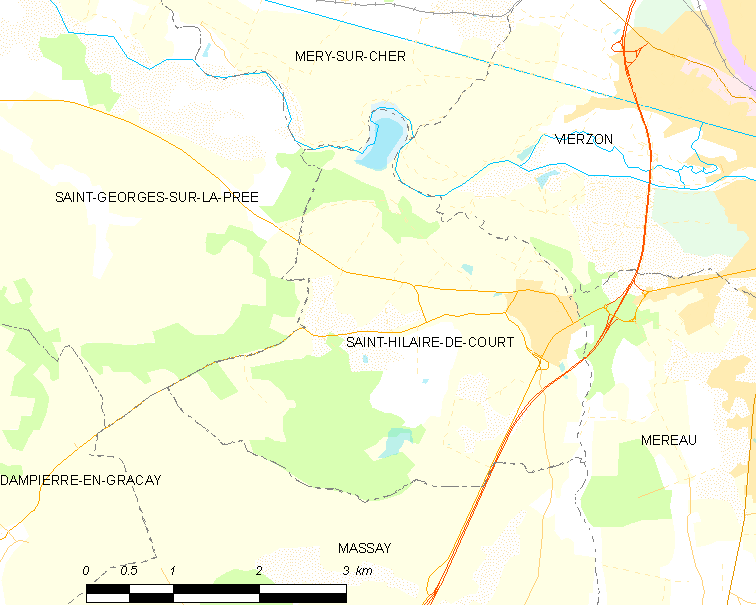
圣伊莱尔德库尔市镇范围地图

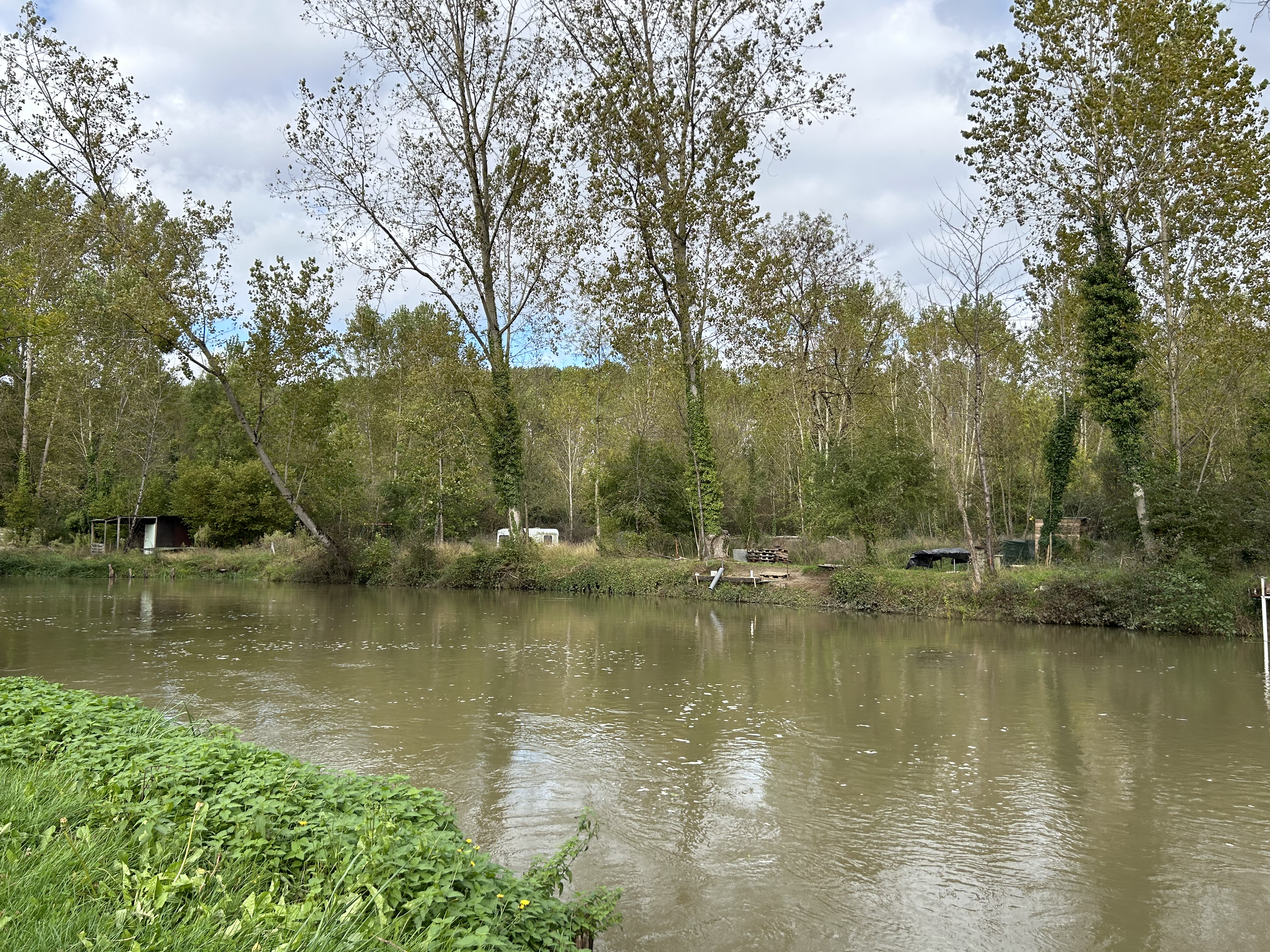
圣伊莱尔德库尔境内的阿尔农河

圣伊莱尔德库尔位于法国中部，中央-卢瓦尔河谷大区中南部和谢尔省西北部，距离省会布尔日大约38公里。与圣伊莱尔德库尔接壤的市镇包括：马赛、梅罗、谢尔河畔梅里、普雷河畔圣乔治和维耶尔宗。

### 地形
圣伊莱尔德库尔位于贝里平原北部，境内以平原为主，市镇中心地势较为平坦，西侧的La Grande Pièce街区地势略高，全境海拔在93到146米之间。

### 水文
谢尔河自东向西流经圣伊莱尔德库尔市镇北界，其左岸支流阿尔农河自东南向北流经市区东部，其中主流向北径直注入谢尔河，一条水道则向西北延伸至普雷河畔圣乔治境内。

### 植被
圣伊莱尔德库尔属于温带阔叶混交林区，林地多分布于河流附近及坡地地带，市镇西南部为贝勒菲奥勒树林（Bois de Bellefiole）等，均常年免费向公众开放。
在鲜花城市的评比中，圣伊莱尔德库尔暂未被评级。

### 气候
圣伊莱尔德库尔在柯本气候分类法中属于温带海洋性气候（Cfb）。

## 行政区划
圣伊莱尔德库尔的市镇编号为18214，邮政编号为18100。
在行政管理方面，圣伊莱尔德库尔隶属于法国中央-卢瓦尔河谷大区谢尔省维耶尔宗区；在地方选举方面，圣伊莱尔德库尔隶属于维耶尔宗第二县，其市镇范围全境被划入谢尔省第二选区；在社会管理方面，圣伊莱尔德库尔是维耶尔宗索洛涅-贝里市镇公共社区的组成部分。
截至2024年11月，圣伊莱尔德库尔市镇范围内暂无任何城市敏感街区及城市政策优先街区。
法国国家统计与经济研究所（简称“INSEE”）在进行数据统计时，将圣伊莱尔德库尔及相邻的另外2个市镇设为维耶尔宗城市核心区，并将包括核心区在内的周边共11个市镇划为维耶尔宗城市区。自2020年起，维耶尔宗城市区被包含20个市镇的维耶尔宗城市辐射区。此外，INSEE还将圣伊莱尔德库尔市镇整体看作一个“块区”（IRIS），以便于统计人口分布情况。

## 交通

### 公路
A20高速公路经过圣伊莱尔德库尔市镇东部，可通过7号出入口连接市区，另有谢尔省省道D63线、D90线、D90E线和D2020线在圣伊莱尔德库尔境内交汇。中央-卢瓦尔河谷大区城际客运（商业名称为“Rémi”）下属的谢尔省城际客运235线经停圣伊莱尔德库尔，可通往维耶尔宗、格拉赛、瓦唐等地。
2021年，85.9%的圣伊莱尔德库尔家庭拥有至少一辆私人汽车。2018年，圣伊莱尔德库尔境内共发生各类交通事故1起，造成1人受伤。
| 7 | 2.5 |

| 布尔日 | 39 |

| 维耶尔宗 | 7 |

| 格拉赛 | 17 |

### 铁路
距离圣伊莱尔德库尔最近的运营中的客运铁路车站为8公里外的维耶尔宗城站，停靠巴黎—布里夫—图卢兹和南特—里昂两条线路的城际列车，以及前往奥尔良、图尔、利摩日、讷韦尔和蒙吕松五个方向的区域列车。

### 航空
圣伊莱尔德库尔距离沙托鲁机场和图尔机场的高速公路里程分别大约118公里和54公里。

### 城市公共交通
截至2024年12月，圣伊莱尔德库尔暂无城市公共交通系统。

## 政治

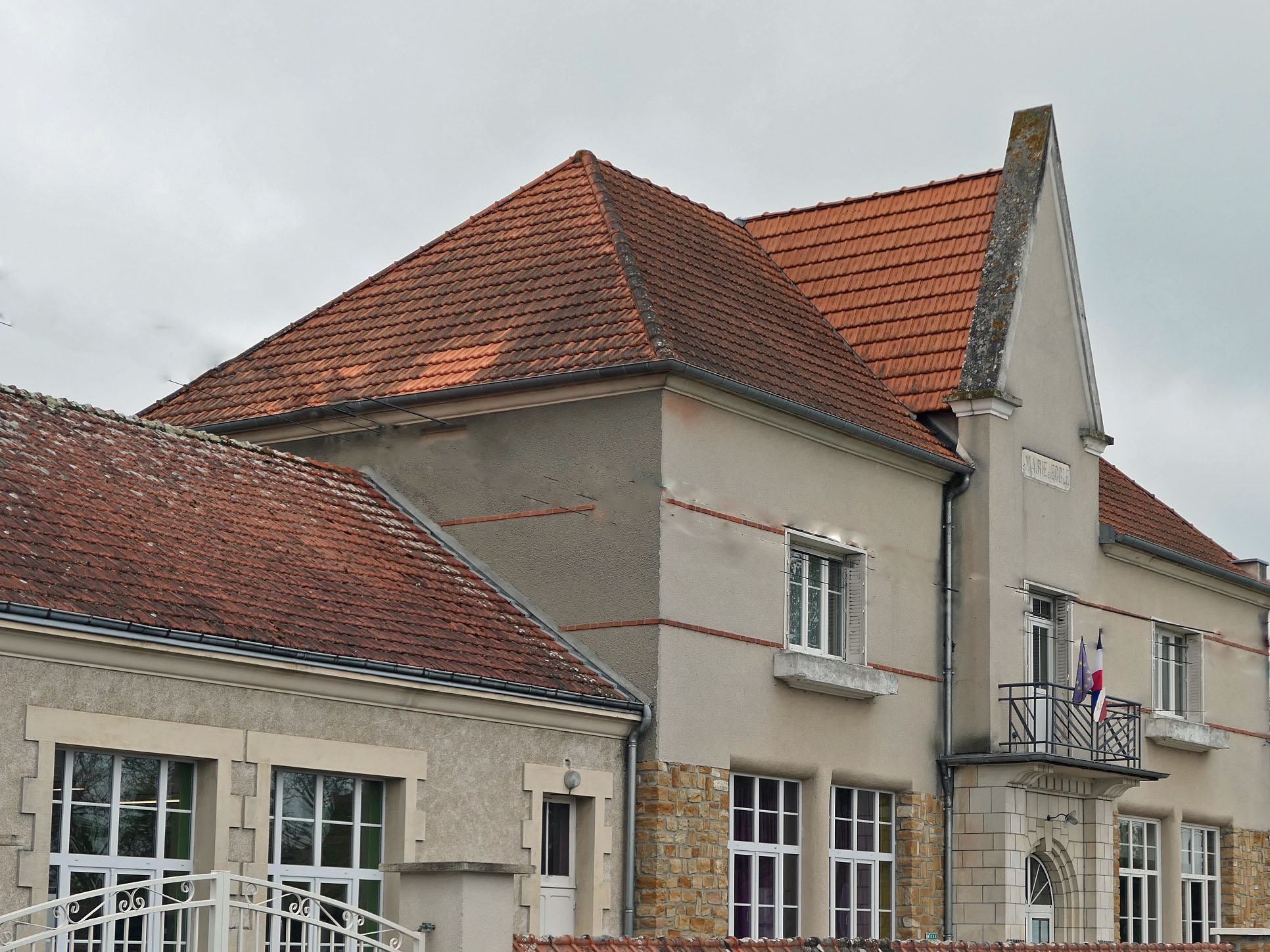
圣伊莱尔德库尔市政厅

圣伊莱尔德库尔的现任市长为斯特凡纳·鲁索先生（Stéphane ROUSSEAU），他是法国共产党的一名成员，在2020年的市政选举中获得了100%的支持率（无其他候选人）。
在2022年的法国总统大选的第二轮选举中，法国极右翼政党国民阵线主席玛丽娜·勒庞在圣伊莱尔德库尔获得了59.08%的支持率。

## 人口
2021年，圣伊莱尔德库尔市镇人口数量为596，在法国排名第14,730位。其中男性292人，女性304人，75岁及以上人口占7.3%，外籍人口数量为8人，人口密度为51人/平方公里，当地居民被称为（男性）或（女性）。2022年，圣伊莱尔德库尔境内出生8人，死亡人口3人。
| 圣伊莱尔德库尔1901年－2021年人口变化情况 |
|                                          |
| 数据来源：Cassini、INSEE                 |

## 经济
2023年，圣伊莱尔德库尔市镇范围内共有各类用人单位（包含自雇）50家，与上一年同期持平。

## 财政与居民收入
2023年，圣伊莱尔德库尔的财政收入总额为525,480欧元，财政支出总额为487,250欧元，当年的债务总额为107,070欧元。2023年，圣伊莱尔德库尔市镇通过增值税获得2,150欧元的收入，此外当地还共获得了5,550欧元的国家直接财政补助。
| 圣伊莱尔德库尔居民收入情况                       | 圣伊莱尔德库尔居民收入情况 | 圣伊莱尔德库尔居民收入情况 | 圣伊莱尔德库尔居民收入情况 |
| 内容                                             | 圣伊莱尔德库尔             | 法国                       | 统计年份                   |
| ------------------------------------------------ | -------------------------- | -------------------------- | -------------------------- |
| 征税家庭总数                                     | 271                        | 1,081（法国市镇平均）      | 2022年                     |
| 居民平均月收入                                   | 1,997欧元                  | 2,435欧元                  | 2022年                     |
| 高级职员人均月收入                               | 不详                       | 4,331欧元                  | 2021年                     |
| 中级职员人均月收入                               | 不详                       | 2,470欧元                  | 2021年                     |
| 普通职员人均月收入                               | 不详                       | 1,801欧元                  | 2021年                     |
| 贫困率                                           | 不详                       | 14.5%                      | 2020年                     |
| 青壮年（15至64岁）失业率                         | 8.1%                       | 7.4%                       | 2020年                     |
| 征税家庭数量占比                                 | 45.9%                      | 45.5%                      | 2020年                     |
| 家庭年均纳税                                     | 1,759欧元                  | 4,393欧元                  | 2022年                     |
| 资料来源：INSEE、L'Internaute、Le Journal du Net |                            |                            |                            |

## 社会事务

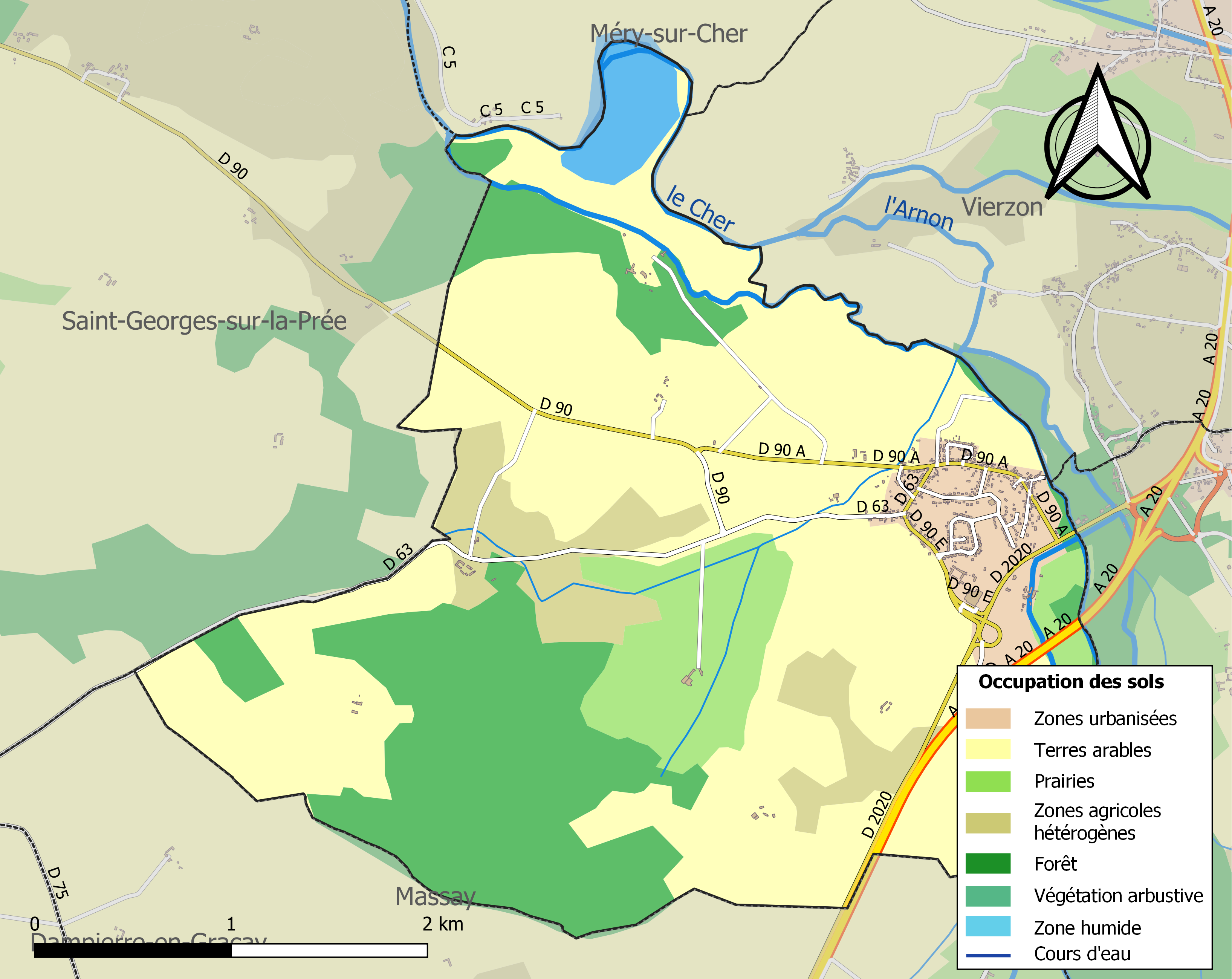
圣伊莱尔德库尔土地利用情况地图

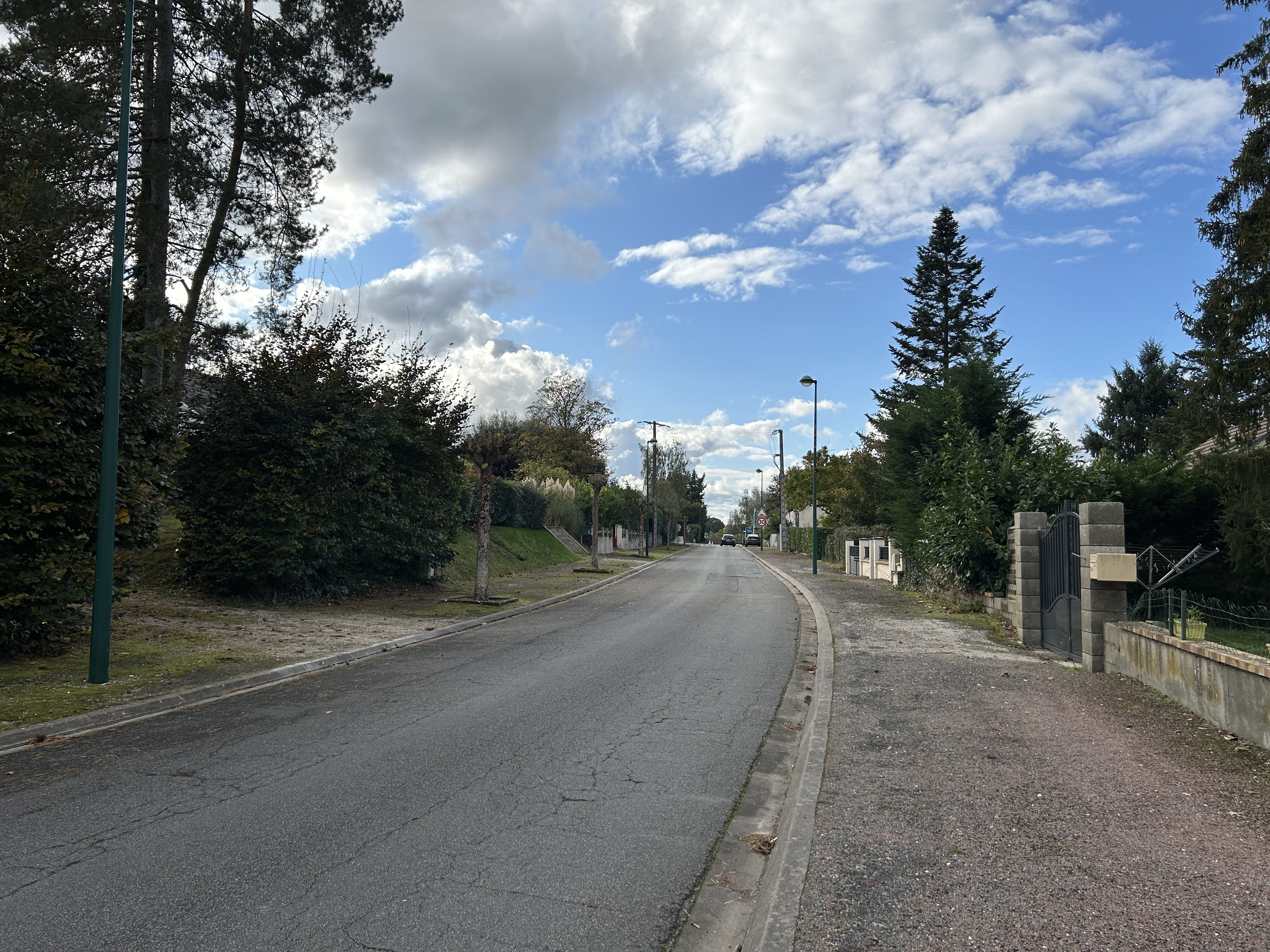
让·穆兰街

### 教育
圣伊莱尔德库尔属于奥尔良-图尔学区。截至2023年1月1日，圣伊莱尔德库尔境内有1所小学。

### 医疗
截至2023年1月1日，圣伊莱尔德库尔境内暂无任何医疗机构及相关从业人员。
距离圣伊莱尔德库尔最近的区域性医疗机构为维耶尔宗中心医院（Centre Hospitalier de Vierzon），其主病区莱奥·梅里戈医院（Hôpital Léo Mérigot）位于维耶尔宗市区，距离梅罗市区的正常车程大约12分钟，该院设有床位125个。

### 住房
2021年，圣伊莱尔德库尔境内共有各类住房305套，其中99.3%为独立式住宅，无集中式住宅。常住房屋占圣伊莱尔德库尔市镇范围内居民建筑总量的89.5%。
在住房保障政策方面，2023年，圣伊莱尔德库尔境内共有85户家庭获得了家庭津贴补助，受益人数占总人口数量的14.3%，其中25份为房租补助。

### 商业
2021年，圣伊莱尔德库尔境内共有各类实体商铺6家，其中美容美发店2家、汽车维修店1家。

### 体育
2023年，圣伊莱尔德库尔境内有1处足球或橄榄球场。
截至2024年12月，圣伊莱尔德库尔境内暂无任何注册足球俱乐部。

### 环境
圣伊莱尔德库尔的环境事务由其所属的维耶尔宗索洛涅-贝里市镇公共社区联合各级政府协调负责。2021年，圣伊莱尔德库尔境内共有1家污染企业。

### 治安
2023年，圣伊莱尔德库尔市镇范围内累计记录各类案件10起，其中盗窃类案件3起，人身侵犯类案件5起，无毒品交易类案件。

## 文化
2021年，圣伊莱尔德库尔境内暂无任何文化设施。

### 建筑
圣伊莱尔德库尔境内有多处历史建筑，当地镇中心的圣伊莱尔教堂（Église Saint Hilaire）是当地的一处地标性建筑物。

### 旅游
圣伊莱尔德库尔的旅游事务由其所属的维耶尔宗索洛涅-贝里市镇公共社区联合各级政府协调负责。2024年，圣伊莱尔德库尔境内暂无任何游客接待设施。

### 媒体
法国主要的媒体均可在圣伊莱尔德库尔接收，法国电视三台下属的中央-卢瓦尔河谷大区频道在部分时段播出圣伊莱尔德库尔所在谢尔省的地方新闻。《贝里共和党人报》、蓝色法兰西贝里广播、震动广播等是当地主要的地方性媒体。

## 友好城市
截至2024年12月，圣伊莱尔德库尔暂未建立任何友好城市关系。